# Christian Knorr von Rosenroth
Christian Knorr von Rosenroth (15./16. července 1636, Alt-Raudten u Wohlau [dnes Wołów, Slezsko] – 4./8. května 1689, Sulzbach, Horní Falc) byl německý učenec, básník a překladatel.
Knorr von Rosenroth získal vzdělání na latinské škole ve Fraustadtu a po krátkém studiu ve Frankfurtu nad Odrou (1651) a Štětíně (1652) se imatrikuloval na univerzitě v Lipsku, kde roku 1660 získal titul magistra. Po soukromých studiích, snad ve Wittenbergu, cestoval v letech 1663 až 1666 po Nizozemí, Francii a Anglii. Setkával se při tom s teosofy, kabalisty, pansofy a pracelsiány. Znal se osobně s G. W. Leibnizem.
Jeden z nejvýznamnějších[zdroj⁠?!] představitelů křesťanské kabaly, autor jejího klasického pramene Kabbala denudata (1677), v němž podal řadu důležitých[zdroj⁠?!] pasáží ze Zoharu.

## Dílo
- Kabbala denudata (Odhalená kabala), sv. 1. Sulzbach 1667, sv. 2. Frankfurt 1684
- Conjugium Phoebi et Palladis, oder Die durch Phoebi et de Palladies Vermählung erfundene Fortpflantzung des Goldes (Sňatek Pallady a Foiba čili Zmnožení zlata dosažené svatbou Foiba a Pallady), 1677, alchymickou divadelní hru
- Neuer Helicon mit seinen neun Musen. Das ist: Geistliche Sitten-Lieder, Von Erkäntnüs der wahren Glückseligkeit, und der Unglückseligkeit falscher Güter. Von einem Liebhaber Christlicher Übungen. Felßecker, Nürnberg 1699.